# Proces coracoid
Procesul coracoid este o prelungire recurbată, a cărei bază ocupă spațiul dintre cavitatea glenoidală și scobitura scapulei.
Procesul coracoidian poate fi explorat prin spațiul deltopectoral. Pe el se insera mușchi (capul scurt al bicepsului brahial, coracobrahialul și pectoralul mic) și ligamente (ligamentul coracoidian și trapezoidian).